# Акт об унии (1707)

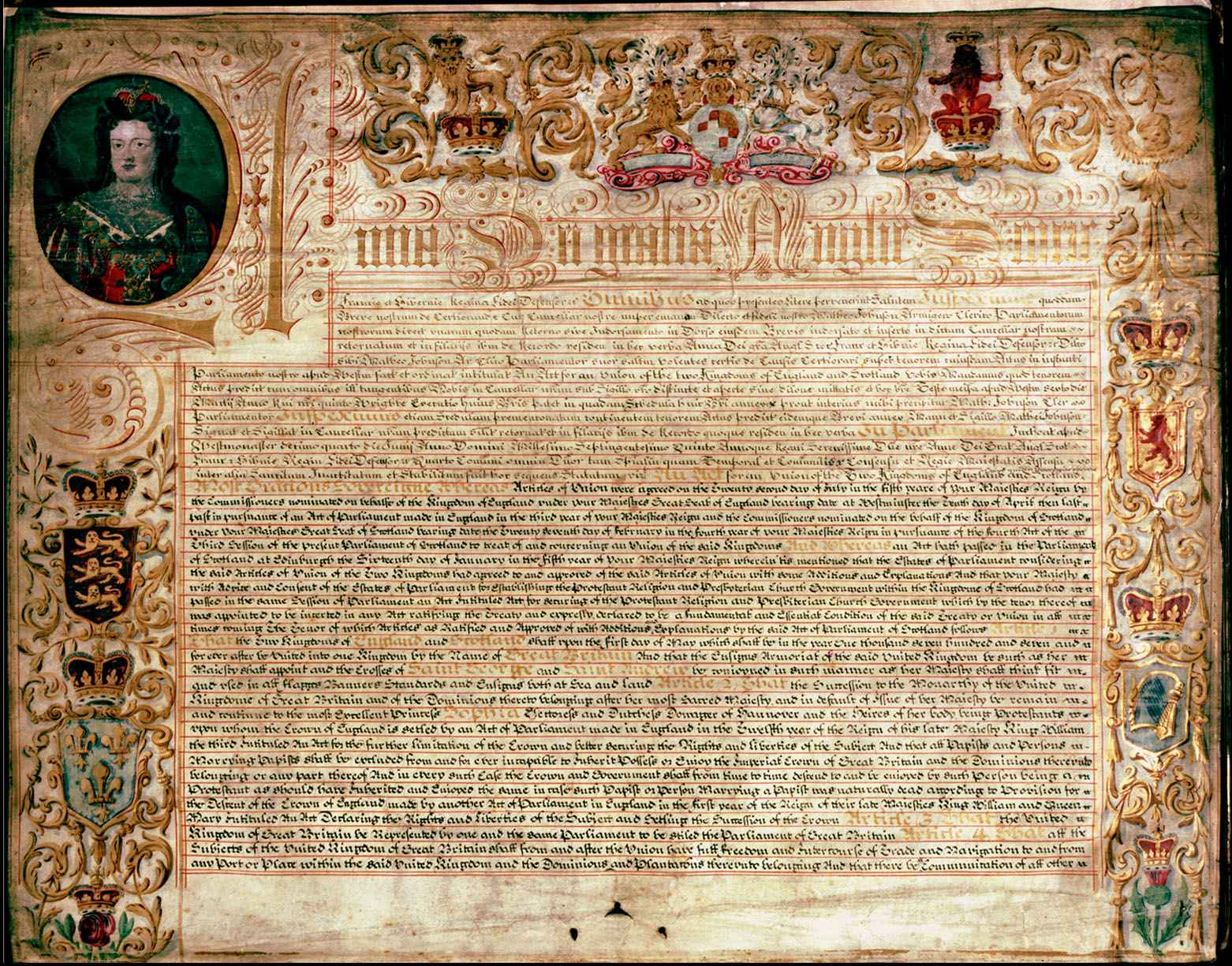
Союзный договор 1707г., экземпляр в Парламенте Шотландии.

Акт об унии, или Акт о союзе (англ. Acts of Union), — законодательный акт, принятый в течение 1706 и 1707 годов парламентами Англии и Шотландии. Данный закон, который действует и поныне, создал единое союзное государство — Королевство Великобритания.

## История
В течение примерно 100 лет после унаследования шотландским королём Яковом VI английского престола от его троюродной бабушки Елизаветы I, Англия и Шотландия возглавлялись одним монархом, но тем не менее оставались независимыми государствами. Идея необходимости англо-шотландского единства впервые была выдвинута и обоснована ещё в 1521 году шотландским философом и историком Джоном Мейджором, и начиная с 1606 года до принятия в 1707 году акта об унии предпринято было несколько попыток объединить два государства. Так, в 1654 году после установления диктатуры Оливера Кромвеля последним был издан ордонанс о полном государственном слиянии Англии и Шотландии, однако со вступлением на престол в 1660 году Карла II Стюарта суверенитет Шотландии был восстановлен. Позже, в 1667 и 1689 годах, предпринимались новые попытки объединения двух стран.
В обеих странах находились сторонники и противники объединения. В Шотландии в таковом были заинтересованы главным образом по экономическим соображениям: шотландские купцы рассчитывали приобрести доступ к торговле в Англии, а также с английскими колониями и факториями, который до того был для них закрыт. В Англии рассчитывали, что объединение позволит нейтрализовать постоянный очаг напряжённости у северных границ королевства, который представляла собой политически нестабильная Шотландия, а также лишить внешнеполитических противников английского правительства того времени — абсолютистскую Францию и поддерживаемого ею якобитского претендента на английский престол — потенциального союзника и возможной военной базы на острове.
Противниками объединения в Шотландии были в основном якобиты, а также их главные оппоненты — шотландские пресвитериане, опасавшиеся угрозы положению пресвитерианства в качестве господствующей религии Шотландии со стороны англиканской церкви. В Англии проекты унии вызывали критику главным образом по экономическим соображениям. Так, деятель партии тори Эдвард Сеймур в 1700 году заявил: «Шотландия — нищенка, а кто женится на нищенке, тому в приданое достаются вши».
Тем не менее политический кризис в Англии, вызванный принявшей затяжной характер Войной за испанское наследство, а также бедственное экономическое положение Шотландии, обострившееся, в частности, в связи с Дарьенским кризисом, заставили стороны в начале XVIII века перейти к практическим шагам по реализации унии.
Установленная Актом 1707 года экономическая и политическая уния двух королевств, состоящих также в личной монархической унии (личной унии), сохраняется до настоящего времени; при этом, в соответствии с Шотландским актом 1998 года, с 1999 года в Шотландии действует воссозданный в правах Парламент Шотландии, наделивший Шотландию ограниченным народным суверенитетом.

## Союзный договор

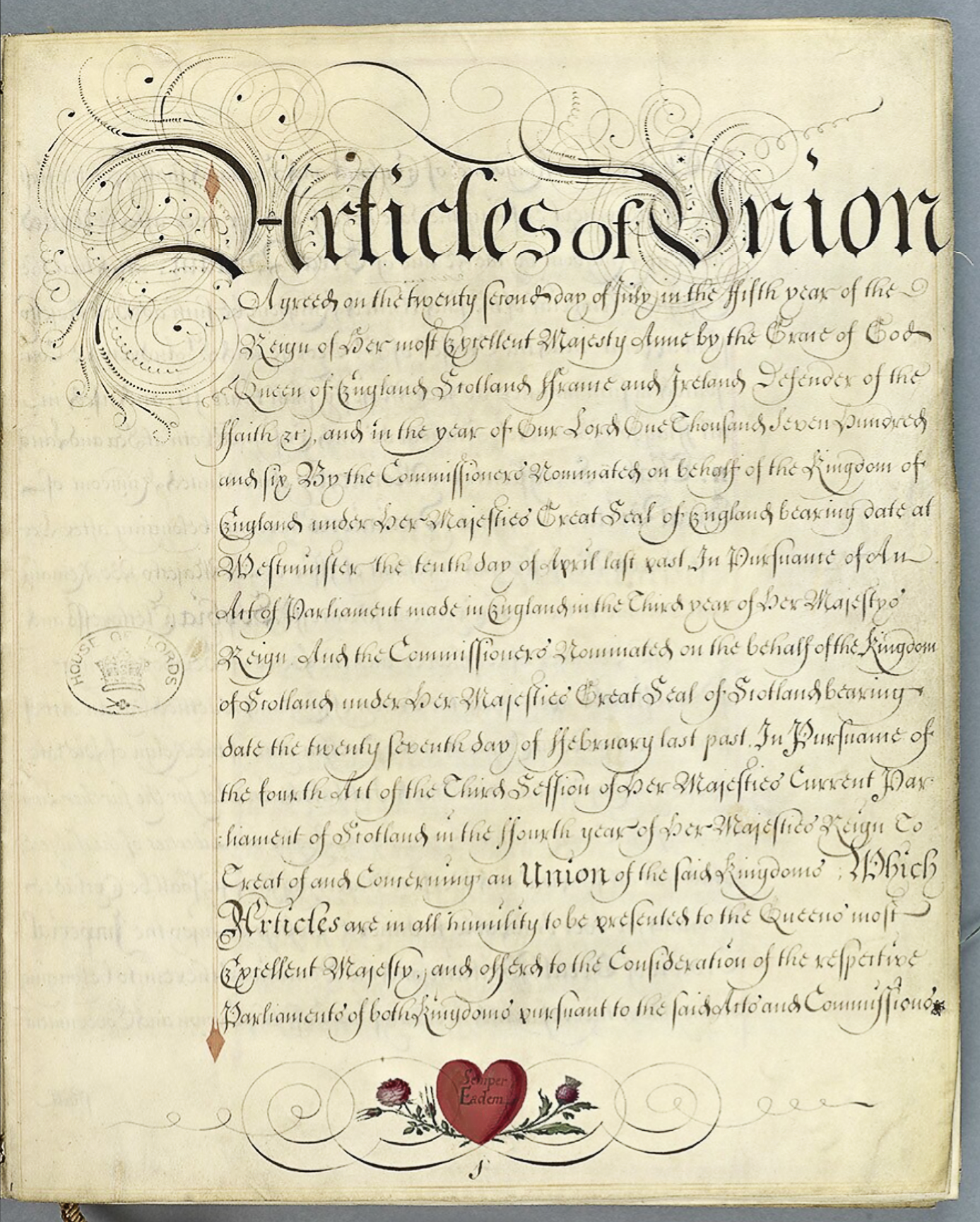
Статьи договора в Парламенте Великобритании.

Переговоры об условиях объединения начались между делегациями парламентов двух стран в Лондоне в апреле 1706 года. Детали объединения были согласованы к 22 июля 1706 года в форме международного Договора (Treaty of Union), и легли в основу проекта Акта об унии, который в течение следующих нескольких месяцев был утверждён парламентами двух стран. Договор включал в себя следующие положения:
- Глава 1: Англия и Шотландия сливаются в единое королевство под названием «Великобритания»;
- Глава 2: наследование престола в новом королевстве будет происходить на основании английского Акта о престолонаследии 1701 года;
- Глава 3: новое королевство будет иметь единый Парламент (по сути дела им станет английский парламент);
- Главы 4—18: устанавливают единые правила в области торговли, налогов, валюты и других аспектов хозяйственной деятельности;
- Глава 19: сохраняется особая юридическая система Шотландии;
- Глава 20: сохраняются наследственные государственные и судебные должности;
- Глава 21: сохраняются права королевских городов (бургов);
- Глава 22: в едином Парламенте Шотландию представляют 16 шотландских пэров в палате лордов и 45 представителей Шотландии в палате общин;
- Глава 23: шотландские пэры имеют равные с английскими права при судах над пэрами;
- Глава 24: создание Великой печати нового королевства;
- Глава 25: любые законы Англии и Шотландии, так или иначе противоречащие условиям Договора, объявляются утратившими законную силу.

Дополнительно в Акте закреплялось господствующее положение пресвитерианской церкви в Шотландии.
1 мая 1707 года, в правление королевы Анны, Акт об унии вступил в силу, парламенты Англии и Шотландии объединились в единый парламент Великобритании, из-за этого в английской историографии иногда Акт об унии упоминается как «Союз парламентов».
После принятия Акта об унии была предпринята попытка переименовать Англию и Шотландию в Южную и Северную Великобританию, но эта идея не нашла широкого применения, особенно в отношении Южной Великобритании (Англии), хотя в отношении Шотландии термин Северная Великобритания в некоторых английских учреждениях ещё употреблялся какое-то время.
Акт об унии был ненавистен многочисленным приверженцам изгнанной династии Стюартов. Пользуясь этим настроением, Яков III Стюарт, претендент на престол, поддержанный значительным отрядом французов, сделал в марте 1708 года попытку высадиться на шотландском берегу. Высадка не удалась благодаря бдительности английского адмирала Бинга.
После смерти Анны в 1714 году корона Великобритании перешла, согласно акту о престолонаследии, к курфюрсту ганноверскому Георгу, сыну Софии, внучки Якова I. За этим последовало крупное восстание якобитов в Шотландии в 1715—1716 годах, в ходе которого прибывший в Шотландию Яков Стюарт короновался в качестве шотландского короля под именем Якова VIII. Однако вскоре восстание было подавлено, и Шотландия осталась в составе Великобритании.